# حكومة الاتحاد الليبرالي
تعد فترة حكومات الاتحاد الليبرالي هي الفترة الثالثة من عهد إيزابيل الثانية بين فترة سنتا التقدميين (1854-1856) والأزمة الأخيرة من عهد إيزابيل الثانية (1863-1868). فقد تميزت تلك الفترة كما يوحي اسمها بحكومة الاتحاد الليبرالي للجنرال ليوبولدو أودونيل، عدا انقطاعها لفترة وجيزة في ظل حكومات حزب الوسط بين 1856 و 1858. وشكلت الفترة الطويلة لحكومة أودونيل 1858-1863 مرحلة كبيرة من الاستقرار السياسي في عهد إيزابيل الثانية، إضافة إلى كونها الحكومة الأطول عمرا في تاريخ إسبانيا الحديث، باستثناء الحكومة المطلقة لفرناندو السابع 1825-1832 وحكم الدكتاتور الجنرال فرانكو.

## نشأة حزب الاتحاد الليبرالي

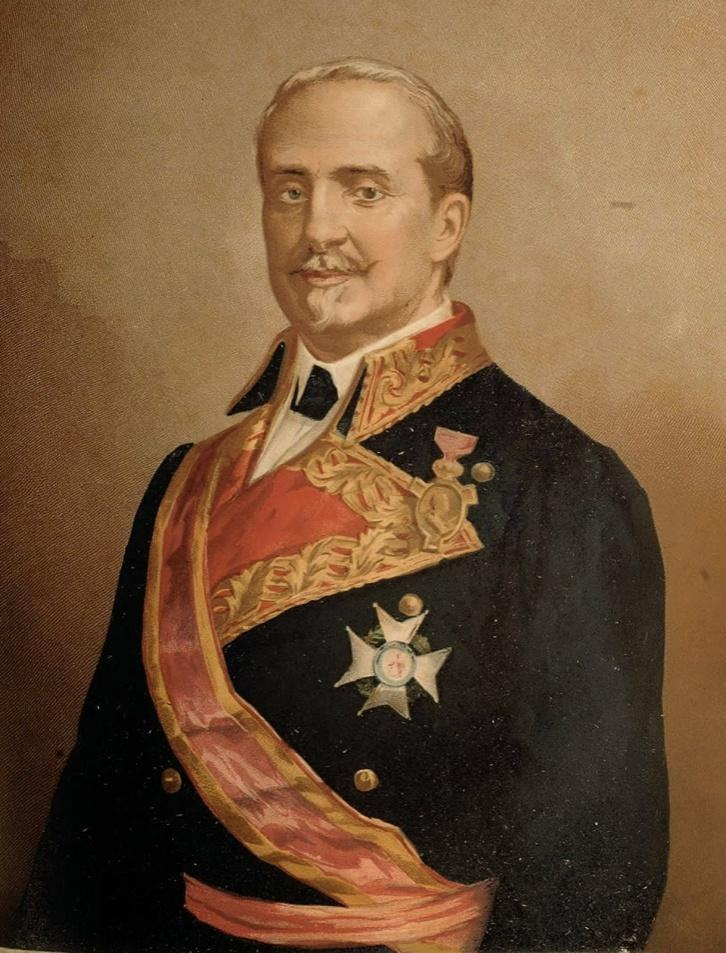
الجنرال ليوبولدو أودونيل.

يعود أصل الحزب إلى ثورة إسبانيا 1854 عندما انضم «متشددي» المعتدلين بقيادة أودونيل إلى التقدميين لإنهاء حكم الكونت سارتوريوس الذي افتقر إلى قاعدة برلمانية يحكمها بمرسوم خاص من الملكة إيزابيل الثانية. وبعد انتصار الثورة التي افتتحت السنتين التقدميتين (1854-1856) بحكومة جديدة يقودها الجنرال التقدمي بالدوميرو إسبارتيرو ومعه أودونيل الذي نال فيها وزارة الحربية، فعقدت فيها انتخابات مجلس تأسيسي مهمته صياغة دستور جديد بدلا من الدستور الحالي لسنة 1845. وفي الانتخابات التي جرت في أكتوبر دعمت الحكومة ما يسمى بمرشحي «الاتحاد الليبرالي» الذين حصلوا على 240 مقعد، وكانت تتألف من أعضاء حزب الوسط «المتشددون» -من بينهم الشاب أنطونيو كانوباس ديل كاستيو من الذين استطاعوا النهوض- ومعتدلي حزب التقدم بقيادة مانويل كورتينا. وهناك جزء من الحزب التقدم وهم تقدميون «متشددون» بقيادة سالستيانو دي أولوزاغا وبيدرو كالفو آسينسيو والشباب براكسيديس ماتيو ساغاستا لم ينضموا إلى «الاتحاد الليبرالي» حيث قدموا ترشيحاتهم الخاصة بهم.

## الثورة المضادة 1856
استخدم الجنرال أودونيل وبإيعاز من الجنرال سيرانو الاضطرابات الاجتماعية التي وقعت في الأشهر الأولى من 1856 -أعمال شغب بسبب الغذاء في قشتالة واضرابات في كاتالونيا، وقلاقل في فالنسيا-وذلك لإلقاء خطاب كارثي في الكورتيس كان معدا لإنهاء الحكومة بالدوميرو إسبارتيرو التقدمية والذي كان أودونيل وزيرا للحرب فيها، والتي استلمت زمام السلطة منذ بداية سنتي التقدميين (1854-1856). حيث قال ان الحركات الاحتجاجية مستوحاة من قبيل «مبدأ الاشتراكية» وبدافع من بعض الأفكار «لم تكن معروفة إلى الآن في إسبانيا، [والتي] تسربت اليوم إلى جماهيرنا» وتلخيصها في شعار «نحلها بالحرب!». وقال ان الحكومة يجب ان تنهي تلك «الجرائم» التي هي «أكبر شيء قدمته. أنها ليست سوى هجوم ضد الأسرة وضد الممتلكات وضد الشيء الأكثر قدسية في وجود المجتمع».
قد شارك أعضاء من ميليشيا الوطنية في الاضطرابات، مما جعل أودونيل يثير داخل الحكومة طالبا نزع سلاحهم وأن القمع هي مسئولية الجيش. وفي أوائل يوليو 1856 سافر وزير الداخلية باتريسيو دى لا إسكوسورا إلى بلد الوليد للحكم على أرض الواقع الأزمة الاجتماعية التي كانت هناك، والإجراءات التي اتخذتها السلطات لقمع السخط. وعندما عاد إلى مدريد في 9 يوليو أبلغ الجنرال إسبارتيرو على أن الجيش قد لجأ إلى تدابير عنيفة في القمع. وذلك بعرض المدنيين على محاكم عسكرية وإعدامهم فورا، حتى انه اقترح على الرئيس إسبارتيرو عزل أودونيل الذي كان وزيرا للحرب وهو في النهاية من يتحمل المسؤولية -إن لم يكن هو المحرض -. وكذلك حذر إسكوسورا الجنرال بأن أودونيل وسيرانو يتآمرون ضده، إلا أنه تجاهل ذلك التحذير لأنه كان مقتنعا أن المعتدلين هم من وراء أعمال شغب بسبب الغذاء في قشتالة.
أجبر أودونيل على مجابهة الوضع في قلب الحكومة خلال مواجهته وزير الداخلية باتريسيو دي لا إسكوسورا. ثم انتقل النزاع إلى الملكة التي أيدت أودونيل وقبلت استقالة إسكوسورا، فقدم إسبارتيرو استقالته محبطا بعدما شعر بأنها تنصلت منه، فادعى بأن به مشاكل صحية. فعينت الملكة الجنرال أودونيل رئيسا جديدا للوزراء، وبذا تكون حققت هدفها في إنهاء فترة سنتي حزب التقدم. وصدر مرسوم تعيينه يوم 14 يوليو 1856 بالتزامن مع إعلان الأحكام العرفية في جميع أنحاء إسبانيا تحسبا لثورات التقدميين والديمقراطيين وحتى ردة فعل من بالدوميرو إسبارتيرو نفسه. فقد وقع «الانقلاب المعادي للثورة» عندما بدأت العطلة الصيفية للبرلمان في 1 يوليو، بعدما علقت الموافقة الملكية على الدستور الإسباني الجديد لسنة 1856 الذي انتهى مع نهاية سنتي التقدميين.

### ردود فعل البرلمان والشعب
جاء أول رد فعل على تلك الثورة في ظهر نفس اليوم أي 14 يوليو عندما قامت مجموعة من 83 نائبا (وقيل 91 وفقا لمصادر أخرى) من 350 نائب في مجلس النواب للتصويت بالإجماع تقريبا على اسقاط الحكومة الجديدة، وهو مقترح للنائب الليبرالي ووزير المالية السابق باسكوال مادوث، لأن هذا يعني مقدمة ل«سياسة متناقضة تماما» لما أظهره البرلمان قبل ذلك الحين. وعند عدم تمكنهم من الاستلام من الملكة أغلقوا على أنفسهم في الكونغرس فقضوا ليلة 14 إلى 15 يوليو. ثم أمر أودونيل بتفجير بوابة المبنى ومداهمة قاعة الجلسة. وقد تخلى رجال الميليشيا الذين كانوا يدافعون عن مداخل مبنى البرلمان عن مواقعهم. وفي الساعة 11:30 صباحا غادر المبنى آخر 43 نائبا من الذين قاوموا حتى آخر لحظة (37 من التقدميين و6 ديمقراطيين) وذهبوا إلى ديارهم.
في ذلك الوقت كان الجميع يترقب ردة فعل الجنرال إسبارتيرو، ما يترتب على ذلك من نجاح أو فشل لثورة أودونيل المضادة. وانتظرت قيادة الميليشيا الوطنية في مدريد موافقة إسبارتيرو للمقاومة ووأد الثورة المضادة حيث أنه هو من يقودهم. إلا أن الجنرال رفض تولي زعامة المعارضة -معللا ذلك أنه يعرض نظام إيزابيل الثانية الملكي للخطر- وبعد خطابه بالبرلمان أعطي صيحة «عاش الوطن مستقلا» تاركا العمل السياسي نهائيا. وهذا مما سهل دخول الجيش مدريد مستعملا سلاح المدفعية لسحق الميليشيات. فتلاشت المقاومة يوم 16 يوليو. ثم أنزلت الحكومة مرسوما بحل مجلسي مدينة مدريد ومقاطعتها وأمرت ميليشيا الوطنية بتسليم أسلحتهم. وبعد اختبائه في مدريد توجه إسبارتيرو إلى الملكة يوم 3 أغسطس لتوديعها وغادر إلى مقر إقامته في لاغرونو.
أما أشرس مقاومة تأييدا لإسبارتيرو فكانت من أهالي برشلونة حيث كانوا يهتفون «عاش إسبارتيرو!»، وهم يعلمون أنه لن يتدخل. في 18 يوليو تعرضت المظاهرات لإطلاق نار بأمر من القبطان العام ثاباتيرو. فأقيمت الحواجز في اليوم التالي، وفي 20 يوليو نشب قتال شوارع وتعرضت المدينة للقصف من قلعة مونتجويك. وفي اليوم التالي اقتحم الجنود الحواجز بحرابهم وبدعم من المدفعية، فانتهت الانتفاضة يوم 22 يوليو. «وكانت النتيجة النهائية 63 قتيلا من الجيش وأكثر من أربعمائة قتيل مدني، دون احتساب ضحايا أعمال الانتقام الوحشية اللاحقة». وذكر القنصل الفرنسي في برشلونة ان المسلحين على الحواجز كانوا يهتفون «الموت للملكة... والجنرالات أودونيل وثاباتيرو» مختلطة مع «عاش الجنرال إسبارتيرو» و«تحيا جمهورية ديمقراطية واجتماعية». دفع حجم القمع الوحشي في برشلونة من القبطان العام ثاباتيرو بأن طالبت صحيفة برلمانية بوضع حد لإراقة الدماء: «باسم أقدس اسم في الدين والشرف الوطني»، مما أكد فكرة كثير من الناس «في أنه لايوجد إراقة دماء مدنيين في أي بلد متحضر مثلما جرى في إسبانيا». وفي 31 يوليو استسلم آخر جيوب المقاومة في سرقسطة إلى «انقلاب الثورة المضادة».
بعد أن قمعت جميع حركات المقاومة وخروج إسبارتيرو من المشهد السياسي، أصدرت حكومة أودونيل قرارا بإلغاء الميليشيا الوطنية وحل مجالس المدن ونوابها وقمع الصحافة. ثم أعلن في 2 سبتمبر 1856 مرسوم ملكي بإغلاق الجمعية التأسيسية حتى صدور الدستور، والذي هو دستور 1845 مع تعديل بقانون إضافي يحرر بعض محتوياته. وكانت هذه نهاية فترة سنتي التقدميين.
ومع ذلك، فإن بعض مؤيدي «الانقلاب المعادي للثورة» اعتبروا تدابير أودونيل تلك غير كافية، مثل الملكة إيزابيل الثانية نفسها. والتي طالبت في اجتماع لمجلس الوزراء عقد يوم 12 سبتمبر بوقف قانون مصادرة مادوث. فعندما رفض أودونيل ذلك ورفض أيضا سحب القانون الإضافي، مما أدى إلى خسارة ثقة التاج واضطر إلى الاستقالة في 10 أكتوبر بعد ثلاثة أشهر فقط من تشكيل حكومته. وبعدها بيومين عينت الملكة الجنرال رامون ماريا نارفيز رئيسا للحكومة. «وفي النهاية فإن مرحلة أودونيل القصيرة على رأس السلطة التنفيذية (يوليو-أكتوبر 1856) عدت بأنها مرحلة انتقالية بين نظام حزب التقدم الذي أزيح في يوليو وبين عودة المعتدلين إلى السلطة بقيادة نارفيز صعب المراس»، كما قال المؤرخ خوان فرانسيسكو فوينتيس.

## سنتي الحزب المعتدل (1856-1858)

### حكومة نارفيز

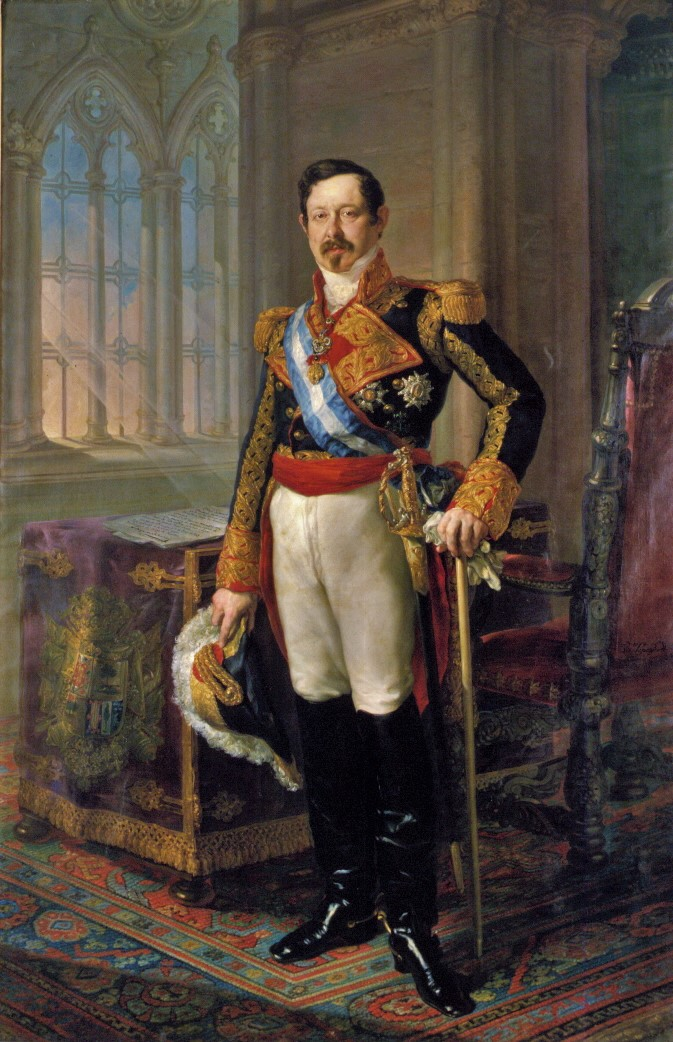
رامون ماريا نارفيز. متحف الفنون الجميلة في فالنسيا.

شكل الجنرال رامون ماريا نارفايس حكومة «رجعية متشددة» - على حد تعبير المؤرخ جوسيب فونتانا - التي تشكل جزءا من سياسيي الحزب المعتدل. وكان ذلك على وجه التحديد نية الحكومة للعودة إلى وضع ماقبل سنتا التقدميين، التي سرعان ما ثبت أنها مستحيلة. كما احتوى مجلس الوزراء على أحزاب وسط محافظ متشدد، مثل الجنرال الكارلي السابق أوربستوندو. وقد قيل إن أعضاء الحكومة الأكثر رجعية قد فرضتهم الملكة على نارفيز، بتشجيع من بطانتها الخاصة التي يقودها الأب كلاريت.
كان أول قرارات الحكومة الجديدة هو إلغاء القانون الإضافي لأودونيل واستعادة كامل دستور 1845 الذي كان معمولا به خلال العشرية المعتدلة (1844-1854)، ووقف قانون المصادرة -حيث أنه من مطالبات الملكة وهو السبب الرئيسي لسقوط أودونيل- وعودة قوانين الصحافة المقيدة وحل مجالس المدن ونوابها. كما تم إعادة الإتفاقية البابوية 1851 مع الكنيسة الكاثوليكية بالكامل.
بعد عدة أشهر من حكم بالمرسوم بدا أن نارفيز اعتبر أن الوقت حان لعودة الحياة الدستورية الطبيعية ودعا إلى الانتخابات في 25 مارس 1857 (1 مايو وفقا لمصادر أخرى)، مع عودة المعايير الانتخابية لسنة 1846 -تم تخفيض أعداد الناخبين مرة أخرى إلى حوالي 100,000 وهناك مقاطعات أعدادها غير معروفة-. كان التلاعب الحكومي فاضحا لدرجة أن المعتدلين حصلوا على أغلبية ساحقة، مما ترك التقدميين تقريبا خارج البرلمان، ومع أنهم لم يتوقفوا من التنديد بتزوير الانتخابات، حيث جرى تصويت وهمي وفي بعض الحالات هدد الحكام المدنيين باللجوء إلى العنف إن لم ينجح مرشحيهم الحكوميين. وقال أحد الناخبين التقدميين: «لقد تم إخراجي من منطقتي بأمر من الحاكم المدني، مع التهديد بأنني إذا لم أخرج سأذهب إلى الزنزانة».
تمكن المعتدلون بعد ذلك من رئاسة مجلسي النواب والشيوخ، وهما من أنصار الميثاق الملكي 1834، وكان أول اختبار للسياسة الحكومة المحافظة المتشددة. وجاء الدليل القاطع يوم 17 يوليو 1857 عندما أصدر البرلمان قانون إصلاح الدستور بالمعنى الرجعي، معلنا وراثية مجلس الشيوخ إلى النبلاء إسبانيا الكبار، وإعادة إحياء نظام وراثة الأبن الأكبر للألقاب التي ألغيت قبل عشرين عاما أثناء الثورة الليبرالية. وكل المؤشرات تدل إلى العودة إلى النظام القديم. اكتملت تلك العودة مع قانون الصحافة التي وصفت بأنها «سجن قانون الطباعة» -والتي شملت أيضا الرقابة على الأعمال الأدبية من خلال إنشاء وظيفة «رقابة خاصة للروايات».
وفي شهر يوليو 1857 مرر البرلمان بقواعد قانون التعليم العام الذي يسمح بعد أشهر من صدوره والذي روج له وزير التنمية كلاوديو مويانو -وبالتالي عرف باسم قانون مويانو- الذي سيصبح القانون الذي أسس تشريعات النظام التعليمي الإسباني لأكثر من مائة سنة. وقد سمح القانون بوجود الكليات الدينية التي مقررا لها أن تشهد تطورا كبيرا، وحسب اتفاق البابوية في 1851 فقد منحت الحكومة الكنيسة الكاثوليكية الحق في الاطلاع على التعاليم التي تدرس في كل من المدارس الحكومية والخاصة إن كانت متوافقة مع المذهب الكاثوليكي.
ومن ناحية أخرى تم خلال فترة حكومة نارفايز والحكومتين المعتدلين اللتين أعقبتهما إنجاز اثنين من الأشغال العامة الكبرى وهما قناة ديل ايبرو وقناة إيزابيل الثانية كما أنها أعطت دعم كبير لشبكة التلغراف. كما تم إجراء أول تعداد للسكان في تاريخ إسبانيا سنة 1857.
اندلعت في سنة 1857 أزمة غذائية حادة بسبب النقص الحاد في القمح مما تسبب في ارتفاع أسعاره، فاشتعلت اضطرابات اجتماعية كبيرة، وخاصة في الأندلس. فقاومتها الحكومة من خلال استيراد كميات ضخمة من الحبوب، ولكن قبل ذلك لجأت إلى القمع، والسماح للقباطنة العامون بتنظيم «تشكيلات ريفية» غير نظامية للحفاظ على الأمن في الريف، وقيام الشرطة بالاعتقالات التعسفية في المدن، كما هو الحال في مدريد. وهي سياسة رفضتها البرجوازية الكاتالونية عندما أكدت أن "مبدأ السلطة ليس الخوف من السيف، ولكن احترام القانون". والقمع الذي نفذته السلطات العسكرية بشكل غير رسمي كان: إطلاق النار على المشتبه بهم.

### حكومة إستوريز
سقطت حكومة نارفيز في أكتوبر 1857 أي بعد سنة من تشكيلها، لم يكن سقوطها بسبب الاضطرابات اجتماعية لكن بسبب مكيدة القصر. في ذلك الوقت كان عشيق الملكة المدعو إنريك بويغمولتو، وهو ضابط شاب مهندس من بلنسية، لم تكن علاقاته مع نارفايس ما يبدو حسنة، حيث قال أن زمن السيوف القديمة باتت معدودة حيث أن نارفيز قد رفض طلب الملكة بترقيته. وتقول الشائعات أن نارفيز اشتبك مع زوج الملكة فرانسيس دي بوربون في غرفة انتظار للملكة عندما حاول الدخول إلى غرفهم. وكانت القشة الأخيرة هو طلب الملكة بتشكيل حكومة من دون رئيس وزراء بحيث تكون مخاطبة وزراء مباشرة معها، ويكون رئيس الوزراء شكلي. وعندما تشاور مع بعض السياسيين المقربين له حول هذا المشروع نصحوه برفضه، لذلك خلعت الملكة نارفيز وسعت بإحلال الجنرال فرانسيسكو أرميرو، وهو شخصية غير معروفة وليس له أي دعم سياسي.
بالكاد استمرت حكومة الجنرال أرميرو ثلاثة أشهر أي بمجرد افتتاح برلمان كورتيس حيث فازت أصوات المعتدلين لصالح برافو موريللو الذي تمتع بالأغلبية في مجلس النواب. «على الأقل شهدت هذه الحكومة العابرة احتفال 28 نوفمبر 1857، ولادة الطفل الذي أصبح ألفونسو الثاني عشر، والاحتمال الأكبر أنه نتيجة علاقة إيزابيل ب[عشيقها الشاب، والمهندس من بلنسية الضابط إنريك بويغمولتو]. وهو السادس من اثني عشر طفلا للملكة وهو الذكر الوحيد الذي عاش».
بعد خروج الجنرال أرميرو اتى السياسي المخضرم خافير إيستوريز ذو السبعة وستين عاما، فاتفق مع برافو موريللو أن ينال دعم المعتدلين في البرلمان. لكن الدعم استمر ستة أشهر فقط بسبب معارضة وزير الداخلية بوسادا هيريرا لحل كورتيس والدعوة إلى انتخابات جديدة، وبسبب الأخطاء المتعمدة على التعداد السكاني. وهكذا استقالت الحكومة في 30 يونيو 1858 ودعت الملكة أودونيل مرة أخرى إلى استلام السلطة.

## حكومة أودونيل الطويلة (1858-1863)

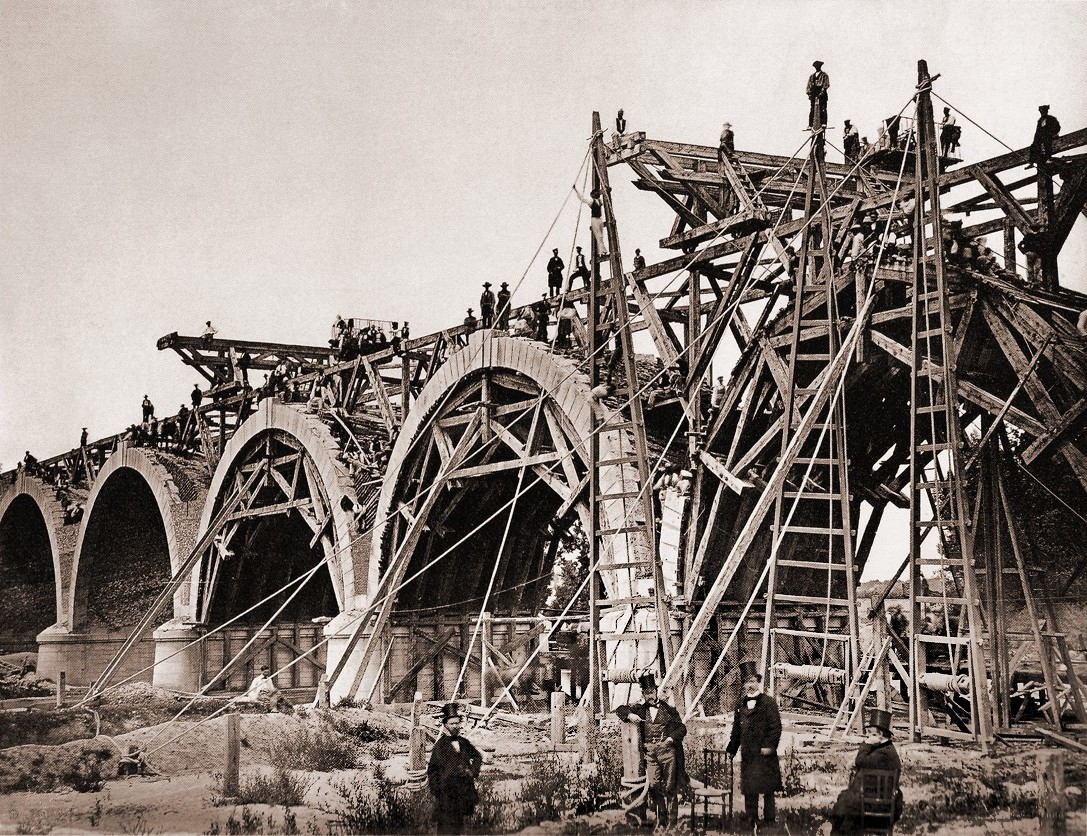
بناء السكك الحديدية لجسر الفرنسيين في مدريد تصوير تشارلز كليفورد 1859. حيث دعمت حكومة أودونيل الطويلة دعما قويا لبناء شبكة سكة الحديد الإسبانية.

شكل أودونيل حكومته من أعضاء حزب الاتحاد الليبرالي الذي أسسه بنفسه. وأعطيت الداخلية لأشد المناصرين للحزب وهو خوسيه بوسادا هيريرا. وقد نجحت تلك الحكومة نجاحا كبيرا لدرجة أنها استمرت فترة أربع سنوات ونصف (من 30 يونيو 1858 إلى 17 يناير 1863)، مما يجعلها «الحكومة الأطول استمرارا في تاريخ إسبانيا الحديث، ولم يتجاوزها سوى الحكم المطلق لفيرناندو السابع 1825-1832 وديكتاتورية الجنرال فرانكو».
بدأت الحكومة الجديدة مباشرة بالتراجع عما عملته الحكومة الرجعية السابقة في «سنتي المعتدلين». وصححت القوائم الانتخابية من الأخطاء المتعمدة التي أدخلت لإيذاء التقدميين وعين منهم في مجلس الشيوخ، مثل الجنرال سان ميغيل وخوان بريم، بحيث يتكامل الاتحاد الليبرالي في نهاية المطاف; فتمت إعادة تثبيت كامل دستور 1845. واستأنف بيع «الأصول الوطنية» المصادرة. مع تجنب مصادرة ممتلكات الكنيسة لتجنب الاحتجاجات الأساقفة الأسبان أو خصومة مع الكرسي الرسولي، وكما حافظت على قانون الصحافة المقيد «قانون نوسيدال»، ولكن بتفسيرات قانونية متراخية مما سمح بوجود صحف ديمقراطية. كما أعاد قانون الإضافي لدستور 1845 الذي قدم في 1856 من الحكومة الأولى لأودونيل.
جرت الإنخابات البرلمانية في 31 أكتوبر 1858، وكانت نتيجتها هي الأغلبية المطلقة للاتحاد الليبرالي بفضل المساعي الحميدة لبوسادا هيريرا في لإعطاء «التأثير القانوني» للحكومة على الناخبين مع حضور ضعيف للمعتدلين ولكن بدون زعيم لأن برافو موريلو قرر الانسحاب من الحياة السياسية. ومع وجود هذه الأغلبية في كورتيس، وفقا لخوان فرانسيسكو فوينتس، فإن «حلقة حميدة» من الاستقرار السياسي مما يبقيها بعيدة نسبيا عن المؤامرات السياسية. وأحد المهام الرئيسية لل«حكومة طويلة» تحديث جهاز الدولة وإضفاء الطابع المهني عليه مع إنشاء هيئة الغابات، وتنظيم مهنة النيابة العامة والهيئات التعليمية المقامة حسب قانون مويانو، وصدور قانون الرهن العقاري 1861 والعدل والتوثيق 1862. وفي سنة 1860 كان هناك حوالي 30,000 موظف مدني في إدارة الدولة وحوالي 50,000 جندي محترف في الجيش والبحرية.

### السياسة الخارجية والمسائل الاستعمارية
ذكر في خطاب التاج عند افتتاح مجلس النواب في البرلمان في 1 ديسمبر ان هناك ثلاث من المسائل الامبريالية بحيث يجب على الحكومة الجديدة أن تشرع فيها: تهديد المكسيك أنها ستتعرض للهجوم إذا لم توافق بتسديد ديونها؛ وتحذير سلطان المغرب باحترام «الأراضي الإسبانية»; ورسالة شفوية بأن اسبانيا ستشارك في الحملة الفرنسية على كوشين الصين [الإنجليزية] جنوب فيتنام حاليا لانهاء «الهجمات التي تعرض لها المبشرون»، فتبرعت بجيش معظمهم فلبينيين للمساهمة في الغزو. بالإضافة إلى تلك المهام الخارجية الثلاث فقد اضيفت لها مهمتين اثنين أخريين: إعادة ضم سانتو دومينغو إلى التاج الإسباني في 1861، والتي استمرت حتى 1865، والتدخل العسكري لاستعادة بيرو وشيلي خلال حرب جزر تشينتشا (1864-1866) التي أتت بعد سنة من انتهاء «حكومة أودونيل الطويلة».
يعود أسباب هذا «النشاط الخارجي المفرط» هو لإستعادة الهيبة والدفاع عن المصالح الوطنية المهددة. وفقا لخوان فرانسيسكو فوينتيس، فحرب القرم والحرب الأهلية الأمريكية أعطى لإسبانيا الفرصة «للخروج من عزلتها الدولية في العقود الأخيرة والمشاركة على أنها شريك من الدرجة الثانية في حل بعض الصراعات النائية التي اهتمت بها المصالح الغربية».

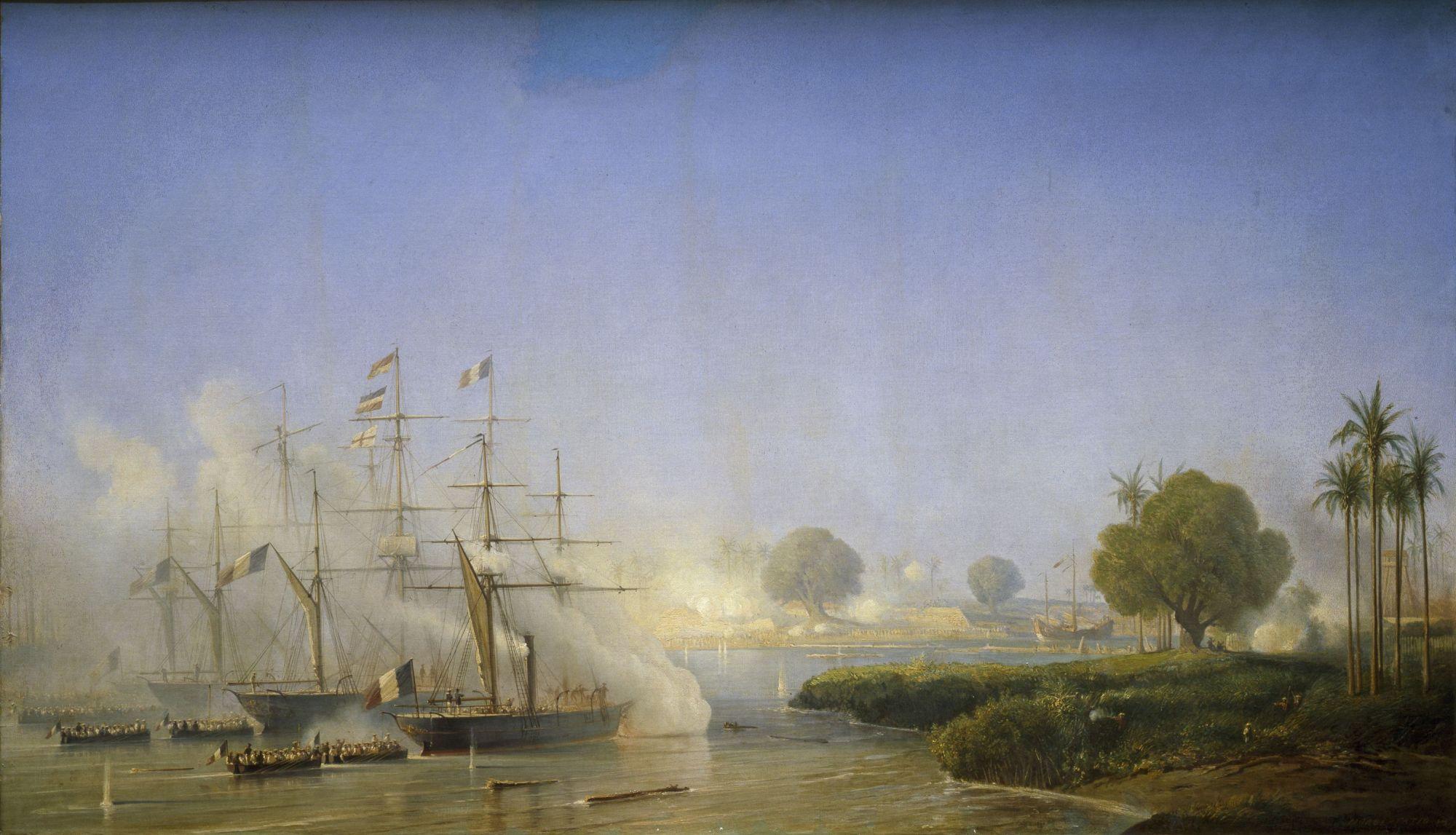
صورة لسقوط سايغون بيد الحملة الفرنسية الاسبانية يوم 18 فبراير 1859

- بدأت حرب مايسمى كوشين الصين (1858-1862) بإرسال كتيبة من حوالي 1600 جندي معظمهم من الفلبينيين الذين غادروا مانيلا لدعم الجيش الفرنسي لغزو كوشين الصين [الإنجليزية]. التزام اسبانيا في تلك الحملة العسكرية نتيجة للمصالح الفرنسية باختراق الهند الصينية، ولم يكن لإسبانيا أي مصلحة حيوية في تلك الحملة، ولكن كان ذلك بسبب أن فرنسا وضعت بصمتها على الحياة الاقتصادية والثقافة الإسبانية وبالأخص على السياسة الخارجية. على الرغم من أن تبرير الحملة الأسبانية لكوشين الصين (1858-1862) هو بسبب قربها من الفلبين ومصالح إسبانيا الاستعمارية في الشرق الأقصى، والدافع الرئيسي لتلك الحملة هو اهتمام نابليون الثالث لوضع أسس الاختراق الاستعماري الفرنسي في جنوب شرق آسيا.[25] وذريعة الغزو هو مقتل العديد من القساوسة الكاثوليك -وبينهم أسقف إسباني- وقد سقطت سايغون بيد القوات الفرنسية والإسبانية بعدها بأربع سنوات أي في 5 يونيو 1862. وانتهت الحرب بتوقيع معاهدة سلام في فرنسا مع ملك أنام [الإنجليزية] حيث لم يكن هناك أي مشاركة إسبانية.[26] ونتيجة لتلك الحملة تغلغل فرنسا الاستعماري في الهند الصينية وأخذها ثلاث مقاطعات أخرى، في حين تلقت اسبانيا تعويضات مالية وبعض الحقوق التجارية فقط ولكنها لم تنال أي أراض ولا حتى ميناء لترسل الرقيق الصينيين لكوبا في نظام أشبه بالعبودية وقد كانت إحدى تطلعات إسبانيا.[22]

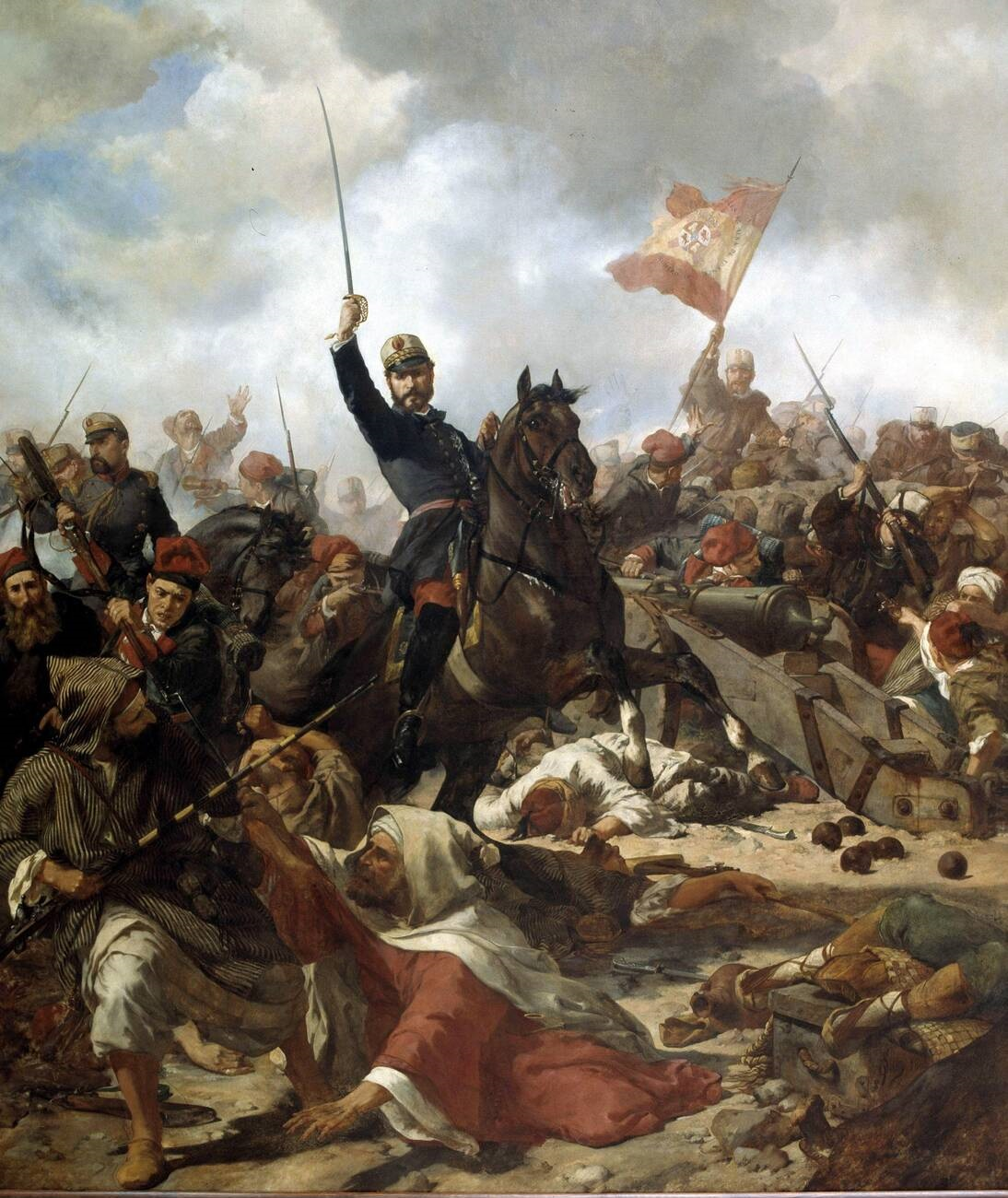
الجنرال بريم في حرب المغرب.

- حرب المغرب (1859-1860) بدأت عندما غزا الإسبان لسلطنة المغرب بحجة «أن غارات [الهمج] تثير غضب البيت الاسباني» بالقرب من سبتة. بالرغم من قول الحكومة أن مسألة «إسترداد المناطق الخصبة التي خسرها الاستعمار» هو شأن داخلي. إلا أن وحسب قول أحد المؤرخين المعاصرين:«أن الأسباب الحقيقية للحملة الاستعمارية هو إنهاء» المؤامرات البلاط«التي هددت الحكومة. فاخترع أودونيل الحرب في المغرب، حرب ظالمة لأن المغاربة لم يكونوا يريدون الحرب، فقد أعطونا كل مانريد لإرضائنا، حتى أنهم شنقوا الشياطين البؤساء الذين كانوا سبب النزاع؛ ولكن كان لابد للبلاط أن يرسل مونتانيين المتشددين للحرب ضد الكفار، الذين يمكن التغلب عليهم بسهولة بسبب تخلفهم وفقرهم، وبذا ستحظى الحكومة بنصر عسكري يمكنها من القضاء على مؤامرات البلاط»، انتهى كلام المؤرخ. وقد وضع أودونيل حد للتهديد بالانقلابات التي تصدر عن بعض القادة العسكريين فسعى «لمشتقات الطموحات العسكرية» مثل الترقيات والجوائز والألقاب، وبما في ذلك النبالة الإسبانية، وقد نال أودونيل نفسه لقب دوق تطوان. والحقيقة أن الحرب في أفريقيا كانت نجاحا كاملا للحكومة فازدادت شعبيتها كما انه أثار موجة من الوطنية، مع زيادة في التعصب والعنصرية في جميع أرجاء البلد وهو الذي عززته الكنيسة الكاثوليكية عندما شجعت الجنود «بعدم العودة دون تدمير الإسلام وهدم المساجد وتعليق الصليب في كل مكان».[27]

بدأ غزو المغرب في نوفمبر 1859 بجيش يفتقر إلى التجهيز والإعداد والتوجيه، وبإمدادات تموين سيئة للغاية، وهو ما يفسر بموت ما يقرب من 8,000 جندي. فثلثي القتلى الإسبان لم يموتوا في ساحات المعارك ولكنهم كانوا ضحايا الكوليرا وأمراض أخرى. وعلى الرغم من هذا حدث انتصارات في المعارك الفنيدق وتطوان وواد راس والتي ضخمتها صحافة إسبانيا. ثم تم توقيع معاهدة السلام في 26 أبريل 1860، حيث أسمتها الصحف بأنها معاهدة «صغيرة لحرب كبيرة» على أساس أنه كان ينبغي على أودونيل أن يستحوذ على كامل المغرب، إلا أن الصحافة لم تكن تعلم بالوضع المزري الذي تعرض له الجيش الإسباني بعد معركة واد راس وأيضا تعهدت الحكومة الإسبانية لبريطانيا بعدم احتلال إقليم طنجة أو أي إقليم يهدد هيمنتها على مضيق جبل طارق. واعتذر أودونيل قائلا ان اسبانيا كانت تريد «السيطرة على أجزاء كبيرة من المغرب» ولكن ذلك المشروع يتطلب ما لا يقل من 20-25 سنة. بقيت تطوان محتلة حتى سنة 1862 عندما دفعت المغرب مائتي مليون ريال على سبيل التعويض، وهو نصف المبلغ. وسمح لإسبانيا بتوسيع حدود نفوذها بسبتة ومنحها حق الصيد بالجنوب المغربي (سيدي إفني)، إضافة إلى التمتع بنفس الامتيازات التي منحت لبريطانيا سنة 1856.
- أما المغامرة الاستعمارية الثالثة فكانت صوب المكسيك، التي اعلنت حكومتها برئاسة بينيتو خواريز تعليق دفع الديون الخارجية مدة سنتين، فأثر ذلك على فرنسا وبريطانيا واسبانيا. فوقعت حكومات تلك الدول إتفاقية لندن (1861) في 31 إكتوبر والتي بموجبها كونت تحالفا لإرسال قواتهم إلى المكسيك، وفي 8 ديسمبر وصل إسطول مكون من 6,000 جندي بقيادة الجنرال بريم إلى ميناء فيراكروز شرق المكسيك قادما من هافانا، بينما قامت القوات البريطانية والفرنسية بالدخول إلى أراضي المكسيك وتمكنوا من احتلالها بسرعة.وقد التزم كلا من الأسبان والبريطانيين بالحفاظ على وجودهم على ساحل المكسيك وتجنب التدخل في شؤونها الداخلية[29]، ولكنها انسحبت عندما أعلن نابليون الثالث أن هدف فرنسا هو الإطاحة بالجمهورية المكسيكية وإنشاء الإمبراطورية المكسيكية الثانية بزعامة الأرشيدوق ماكسيميليان إمبراطور المكسيك. وقد اتخذ الجنرال خوان بريم قرار انسحاب الجيش الأسباني دون التشاور مع الحكومة أودونيل في مدريد أو الجنرال سيرانو القبطان العام لكوبا. وقد انتقداه كليهما بشدة، ولكن لم يكن علنا بسبب الدعم الذي يناله من الملكة.[30]
- أما المشروع الاستعماري الرابع فإنه لم يظهر مع بداية برنامج الحكومة لأنه كان نتيجة عرضية غير متوقعة قدمتها حكومة سانتو دومينغو للانضمام إلى التاج الإسباني سنة 1861، وقبلته حكومة أودونيل في 16 مايو من نفس السنة، وذلك بعد ورود تقارير إيجابية من القبطان العام لكوبا الجنرال فرانسيسكو سيرانو، ذكر فيها أن ذلك سيعزز موقف اسبانيا في جزر الهند الغربية. ويرجع هذا الطلب غير المعتاد إلى الازمة الداخلية التي تعانى منها البلد وخوف الحكومة الدومينيكية من أن تضمها هايتي المجاورة التي تحتل النصف الغربي من الجزيرة مرة أخرى. وبدأت إسبانيا على الفور بتشكيل إدارة إسبانية جديدة في سانتو دومينغو.[31] لكن ضم سانتو دومينغو للتاج الإسباني كان مدمرا لإسبانيا لأن عدد الدومينيكان الذين كانوا يعارضون الضم آخذ بالازدياد وبتشجيع من الولايات المتحدة:«لم يؤدي الاحتلال الإسباني إلى تحقيق الرخاء المتوقع». فبدأ العصيان ضد الاحتلال في 1863 ثم تطور إلى حرب للإستقلال. وبالنهاية قررت إسبانيا إلغاء الضم في مايو 1865.[32] إلغاء مرسوم الضم اتخذته حكومة نارفيز وذلك لتسوية مشكلة موروثة منذ زمن الاتحاد الليبرالي.[31]

## تفكك الاتحاد الليبرالي وسقوط أودونيل
خرجت في أوائل 1860 وخلال حرب المغرب مؤامرة كارلية حاولت القيام بانقلاب على عرش إسبانيا بقيادة مونتيمولاين الذي أسمى نفسه كارلوس السادس ابن الدون كارلوس الذي بدأ في دعوى التقاضي السلالي. وتورط في تلك المؤامرة زوج الملكة فرانسيسكو دي أسيس وأعضاء بارزين في البلاط ونبلاء والكنيسة والجيش ورجال أعمال الذين سعوا لتوحيد فرعي البوربون الإسباني.
قاد تلك العملية الجنرال خايمي اورتيغا قائد جزر البليار، حيث تنزل يوم 2 أبريل 1860 في ميناء سان كارلوس دي لا رابيتا في كتالونيا كتيبة عسكرية تحتوي على 3600 عسكري و50 حصان و4 قطع مدفعية قادمة من ميورقة حيث تم تشكيلها هناك. لكن الانتفاضة الكارلية قد فشلت تماما، لأن الجنود رفضوا القتال ضد الملكة عندما أدركوا سبب ذهابهم هناك، بالإضافة إلى أنه لم تندلع في إسبانيا أي انتفاضة كانت متوقعة. حاول الجيش المتورط أن يفر لكن الحرس المدني أوقفهم. وألقي القبض على الجنرال أورتيغا في كالاندا (مقاطعة تيروال) واقتيد إلى طرطوشة حيث أعدم بإطلاق النار عليه. وأفرج بدلا من اثنين من الأمراء الكارليين الذين شاركوا في العملية في طرطوشة بعد أن تخلوا عن حقوقهم المزعومة للتاج، ولكنهم تراجعوا عن ذلك بعد وصولهم فرنسا. ولكن قوائم المتآمرين التي كانت في حوزة الجنرال أورتيغا «والتي كشفت حجم المؤامرة قد اختفت حيث هناك مهتمين بطمس هذا الموضوع». تسبب فشل انتفاضة سان كارلوس دي لا رابيتا بأزمة داخلية خطيرة بين كارليين.
بدأت في يونيو 1861 انتفاضة الفلاحين في لوشا التي اجتاحت بقية مقاطعات غرناطة وملقة وقرطبة. وقاد الانتفاضة طبيب بيطري من لوشا مشبع بأفكار الجمهورية مما مكنه من تعبئة نحو عشرة آلاف فلاح حيث شنوا موجة من أعمال الشغب التي شملت احتلال وتوزيع الأراضي والاشتباكات مع الحرس المدني والجيش. وهكذا قفز إلى واجهة محنة سياسية عاني منها خمسة ملايين عامل يومية من الأندلس ومن مناطق أخرى حيث الإقطاع له هيمنة كبيرة. وقال المؤرخ الإسباني خوان فرانسيسكو فوينتس:«اعتبرت انتفاضة الفلاحين التي جرت في مقاطعات ملقة وغرناطة وقرطبة في يونيو ويوليو 1861 بأنها نقطة انطلاق لدورة تاريخية طويلة من الصراع الاجتماعي في الريف الأندلسي»، أو كما قال.
وفي ديسمبر 1861 ندد زعيم حزب التقدم في البرلمان بزمرة رجال الدين الذين يمارسون نفوذا كبيرا على الملكة وعلى حكومة أودونيل، بحيث منعت على سبيل المثال إسبانيا أن تعترف بمملكة إيطاليا لأنها واجهت بابا روما، وبما أنه زعيم التقدميين لذا لم يستدعه التاج لتشكيل حكومة بسبب انتقاده. وقد أنهى كلامه بعبارة أضحت شهيرة:«هناك عقبات تقليدية تقف في وجه الحرية في إسبانيا».
بدأ التماسك الداخلي لحزب الاتحاد الليبرالي الذي يدعم حكومة أودونيل بالتفكك بدءا من 1861 بسبب افتقاره إلى أساس أيديولوجي راسخ، حيث أن مكوناته تقوم حصريا على مجموعة مصالح. وقد أثارت إتفاقية لندن (1861) نقاشا في البرلمان بشأن دستورية الاتفاق، حيث رفض بعض أعضاء الاتحاد الليبرالي دعم الحكومة. كما ظهر جليا انشقاق الحزب الحاكم عند التصويت على الثقة يوم 16 ديسمبر 1861 لصالح الحكومة، فقد رفضها 80 نائبا بما فيهم أحد مؤسسي الاتحاد الليبرالي والوزير السابق ريوس روساس كما انتقد بقية النقابيين المنشقين شخصانية أودونيل في الحكم. وتوسعت تدريجيا تلك المجموعة لتضم شخصيات ذات وزن داخل الاتحاد الليبرالي مثل ديل كاستيو وألونسو مارتينيز وغيرهم. كما انضم أيضا إلى المجموعة الصعبة اليخاندرو مون وقدامى متشددي حزب التقدم بقيادة مانويل كورتينا والجنرال خوان بريم الذين بالنهاية اندمجوا في صفوف حزب التقدم.
وفي ذات الوقت بدأت تظهر مزاعم فساد بسبب ضغوط نابليون الثالث على الحكومة لإدانة سلوك الجنرال بريم من خلال أمره بسحب القوات الأسبانية من حملة المكسيك، مما أدى إلى أزمة حكومية في منتصف يناير 1863. في أوائل مارس 1863 طلب أودونيل من الملكة حل البرلمان والذي استمر أربع سنوات، بحيث يكون البرلمان القادم أكثر ولاءا لإنهاء المعارضة التي نشأت في الاتحاد الليبرالي. إلا أن الملكة إيزابيل الثانية رفضت حل البرلمان، وذلك بسبب معارضة حكومة أودونيل عودة الملكة الأم ماريا كريستينا دي بوربون إلى إسبانيا. فاضطر أودونيل إلى تقديم استقالته فقبلتها الملكة. وكانت هذه نهاية «الحكم الطويل» للاتحاد الليبرالي. ثم عينت الملكة الماركيز دي ميرافلوريس لمنصب رئيس الوزراء فعاد حزب الوسط إلى السلطة.

### قائمة المراجع
- Fontana، Josep (2007). La época del liberalismo. Vol. 6 de la Historia de España, dirigida por Josep Fontana y Ramón Villares. Barcelona: Crítica/Marcial Pons. ISBN:978-84-8432-876-6.
- Fuentes، Juan Francisco (2007). El fin del Antiguo Régimen (1808-1868). Política y sociedad. Madrid: Síntesis. ISBN:978-84-975651-5-8.
- Vilches، Jorge (2001). Progreso y Libertad. El Partido Progresista en la Revolución Liberal Española. Madrid: Alianza Editorial. ISBN:84-206-6768-4.

| سبقه سنتا التقدميين | حقب التاريخ الإسباني حكومة الاتحاد الليبرالي 1863-1856 | تبعه الأزمة الأخيرة من عهد إيزابيل الثانية |